# Джафаров, Мушвиг
Мушвиг Джафаров (род. 31 августа 1968, Шабран) — советский и азербайджанский самбист и дзюдоист, чемпион (1991) и серебряный призёр (1990) чемпионатов СССР по самбо, победитель соревнований по самбо летней Спартакиады народов СССР 1991 года, серебряный (1993) и бронзовый (1992, 1994) призёр чемпионатов Европы по самбо, серебряный призёр чемпионата мира 1992 года по самбо, мастер спорта СССР международного класса. Выступал в полулёгкой весовой категории (до 57 кг).
Работает начальником Главного управления молодёжи и спорта города Гянджа. Активно участвует в международных соревнованиях по дзюдо среди ветеранов.

## Спортивные результаты
- Чемпионат СССР по самбо 1990 года — ;
- Чемпионат СССР по самбо 1991 года — ;
- Самбо на летней Спартакиаде народов СССР 1991 года — ;